# Sainte-Tulle
Sainte-Tulle is een gemeente in het Franse departement Alpes-de-Haute-Provence (regio Provence-Alpes-Côte d'Azur). De gemeente telde 3.530 inwoners op 1 januari 2022. De plaats maakt deel uit van het arrondissement Forcalquier.

## Geschiedenis
Al in de Gallo-Romeinse tijd was hier bewoning. Sainte-Tulle was het laatantieke Tetea en werd mogelijk vroeger Bormonicum genoemd.
In de 11e eeuw stichtte de Saint-Andréabdij in Villeneuve-lès-Avignon hier een priorij. Er kwam ook een feodaal kasteel. In 1348 werd het dorp getroffen door de Zwarte Dood en door plunderende benden raakte het verder ontvolkt. In de 15e eeuw liet heer Jean de Villemus mensen uit Savoye en Piëmont overkomen om het dorp opnieuw te bevolken.
In april 1590 was de Slag bij Sainte-Tulle een episode in de Hugenotenoorlogen. In 1609 kwam er een twee kilometer lang aquaduct om het dorp van drinkwater te voorzien. En in 1670 werd Sainte-Tulle een etappeplaats op de nieuwe koninklijke weg naar de Dauphiné. In de eerste helft van de 18e eeuw werd het dorp getroffen door rampspoed. De pest die zich in 1720 verspreidde vanuit Marseille kostte aan 426 van de 810 inwoners het leven. En in 1743 werd de brug over de Chaffère weggespoeld bij een stortvloed. Het dorp herstelde zich in de loop van de tweede helft van de eeuw. Er werden moerbeien, olijven, wijndruiven en hennep verbouwd.
Tijdens de Franse Revolutie werd het kasteel verwoest en werden de landbouwgronden herverdeeld. Tijdens de 19e eeuw legde de landbouw zich verder toe op het kweken van zijderupsen voor de zijde-industrie. In de 20e eeuw groeide de gemeente verder door de elektriciteitsproductie. In 1919 kwam er een eerste elektriciteitscentrale. In 1958 opende EDF (Électricité de France) een vakschool in Sainte-Tulle en de stuwdammen op de Verdon en de Durance worden aangestuurd vanuit de gemeente.

## Geografie
De oppervlakte van Sainte-Tulle bedroeg op 1 januari 2022 17,07 vierkante kilometer; de bevolkingsdichtheid was toen 206,8 inwoners per km².
De gemeente ligt boven de Durance. De beek de Chaffère stroomt door de gemeente. De autosnelweg A51 loopt door de gemeente. 
De onderstaande kaart toont de ligging van Sainte-Tulle met de belangrijkste infrastructuur en aangrenzende gemeenten.

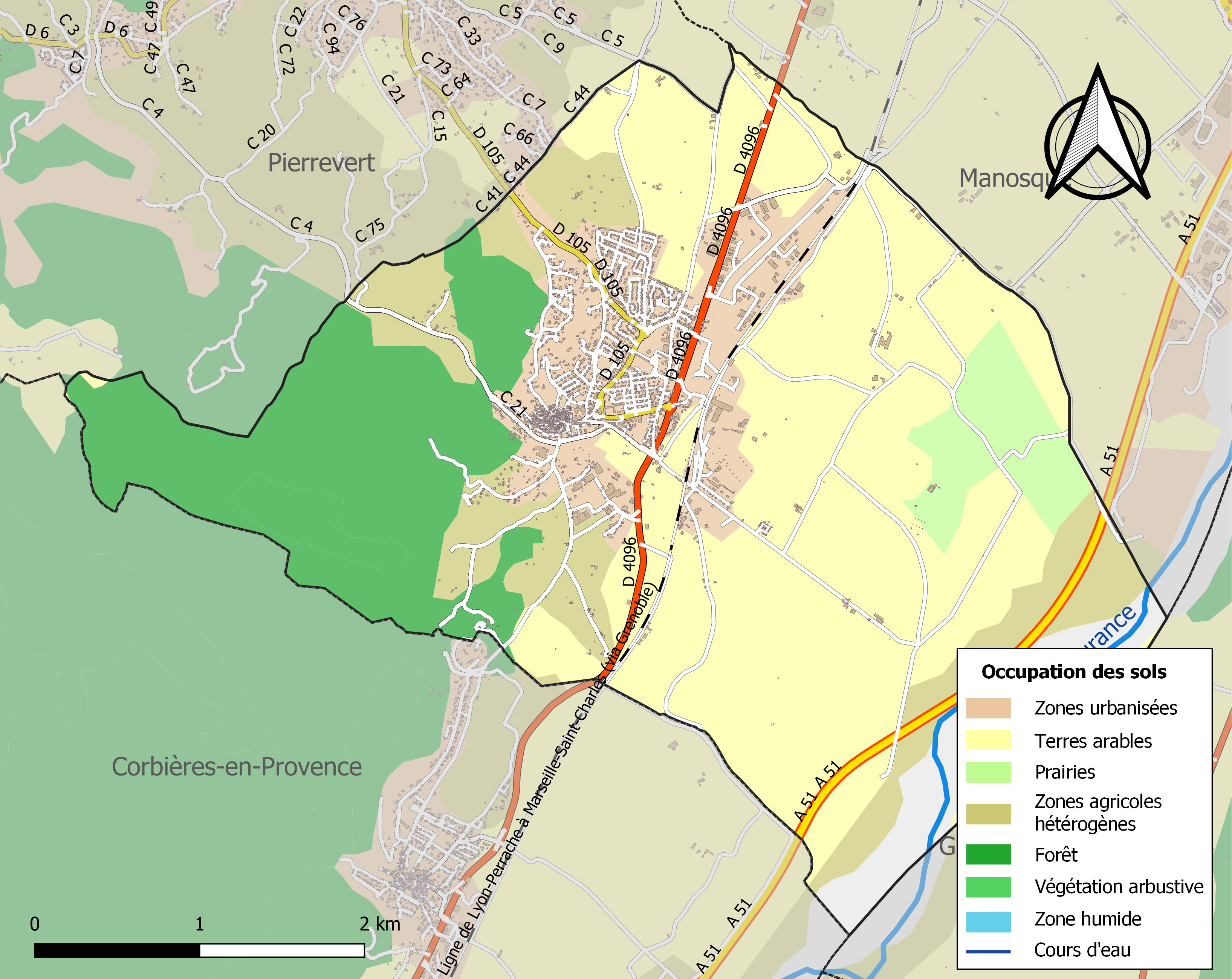

## Demografie
Onderstaande figuur toont het verloop van het inwonertal (bron: INSEE-tellingen).

## Bezienswaardigheden
Het kasteel van de heren van Sainte-Tulle werd geplunderd en in brand gestoken in 1792. Er zijn nog enkele resten zichtbaar in de wijk Trécastels. Bezienswaardigheden zijn:
- Crypte-chapelle Sainte-Tulle, kapel met crypte van eind 11e - begin 12e eeuw
- Église Notre-Dame de Beauvoir, kerk uit de 16e en 17e eeuw
- Tour de l'Horloge, toren uit de 16e eeuw

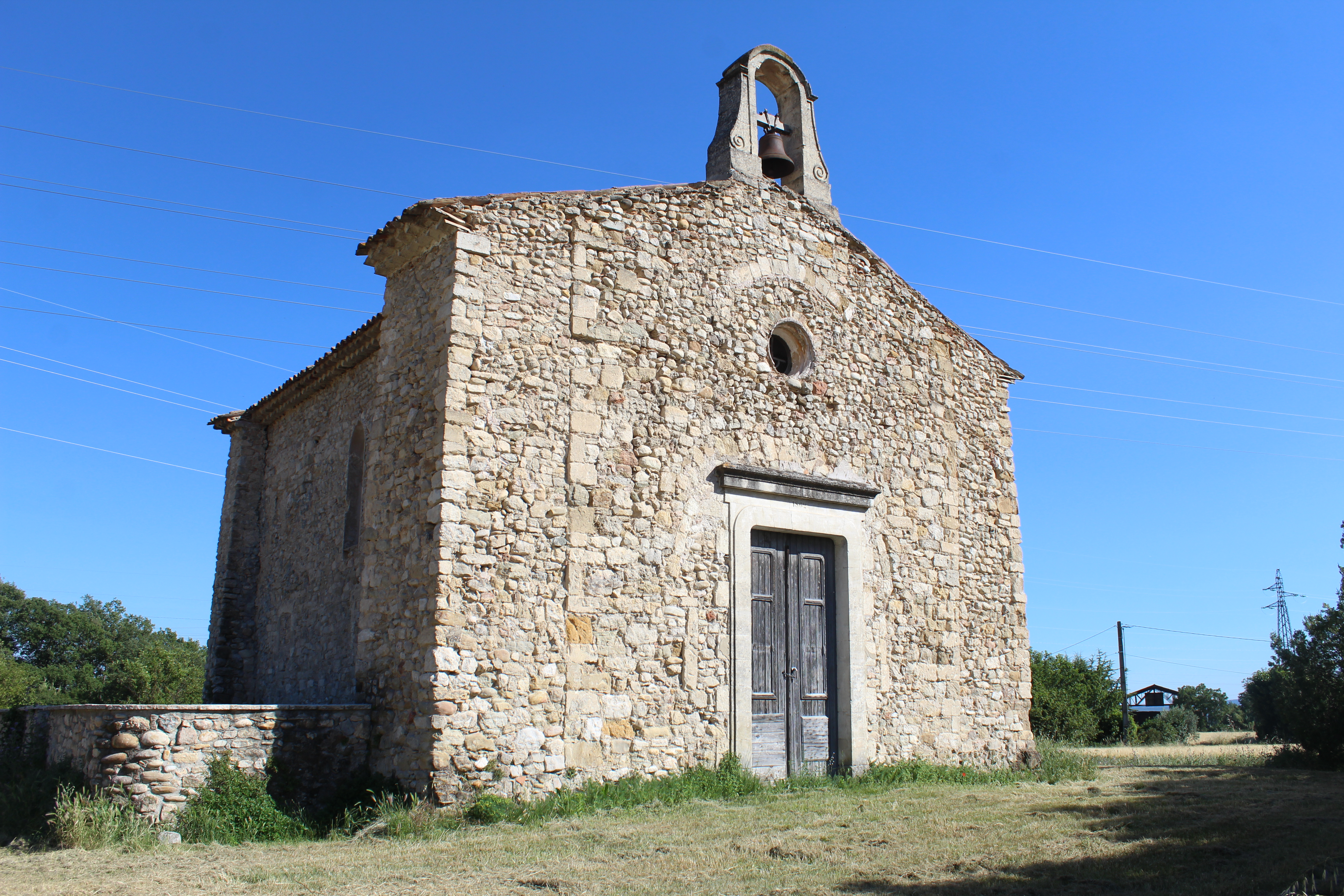
Crypte-chapelle Sainte-Tulle
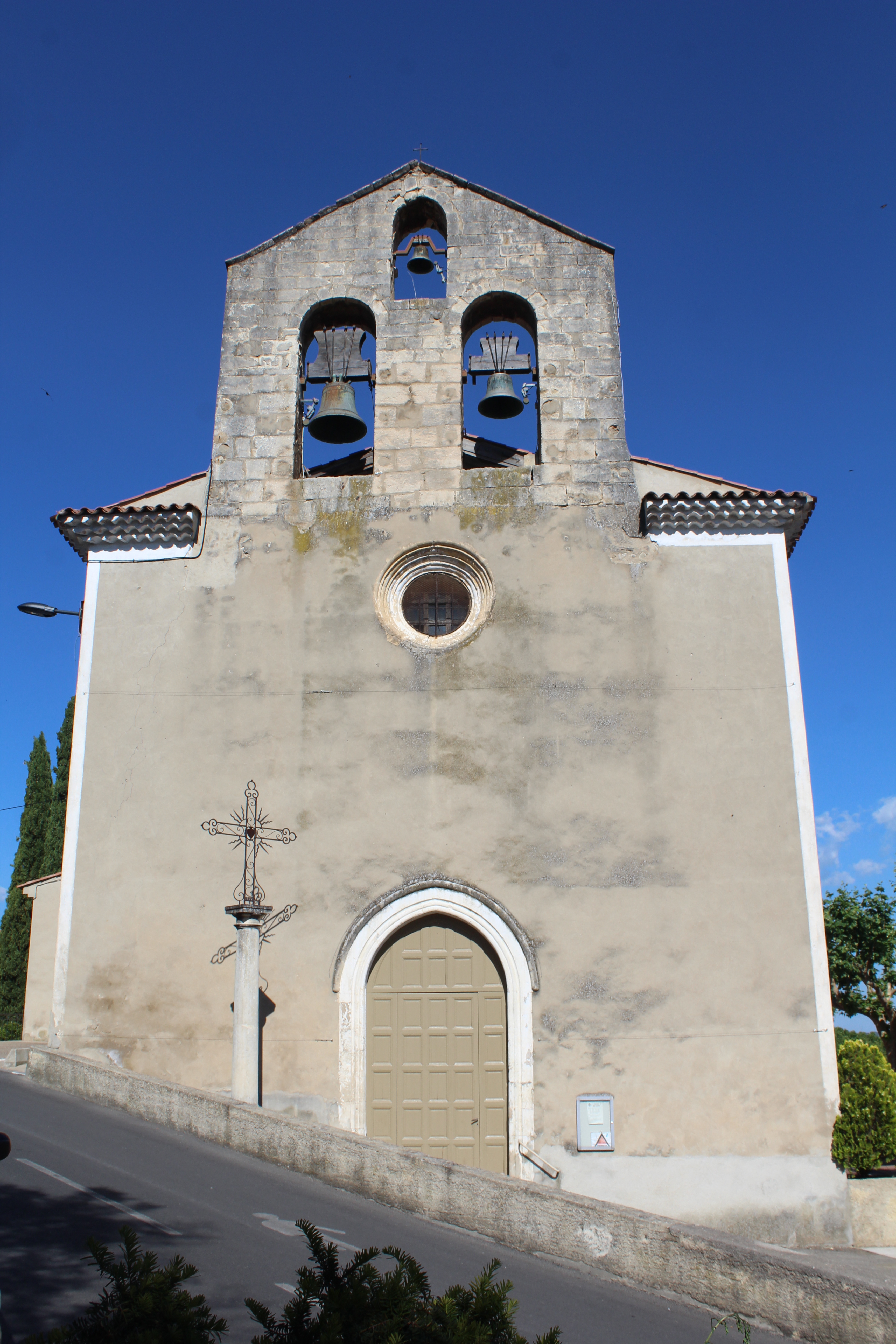
Église Notre-Dame de Beauvoir
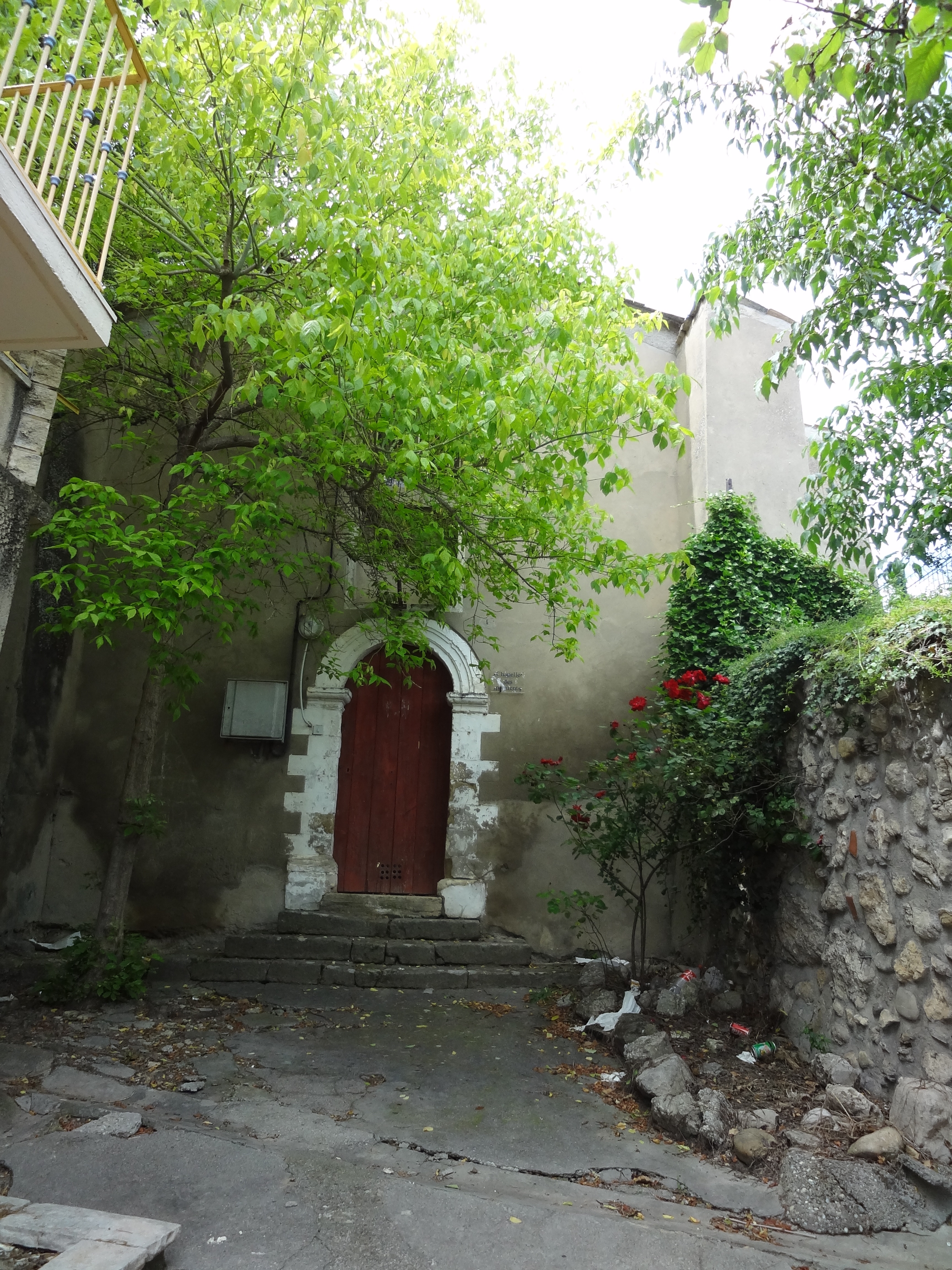
Chapelle des Pénitents
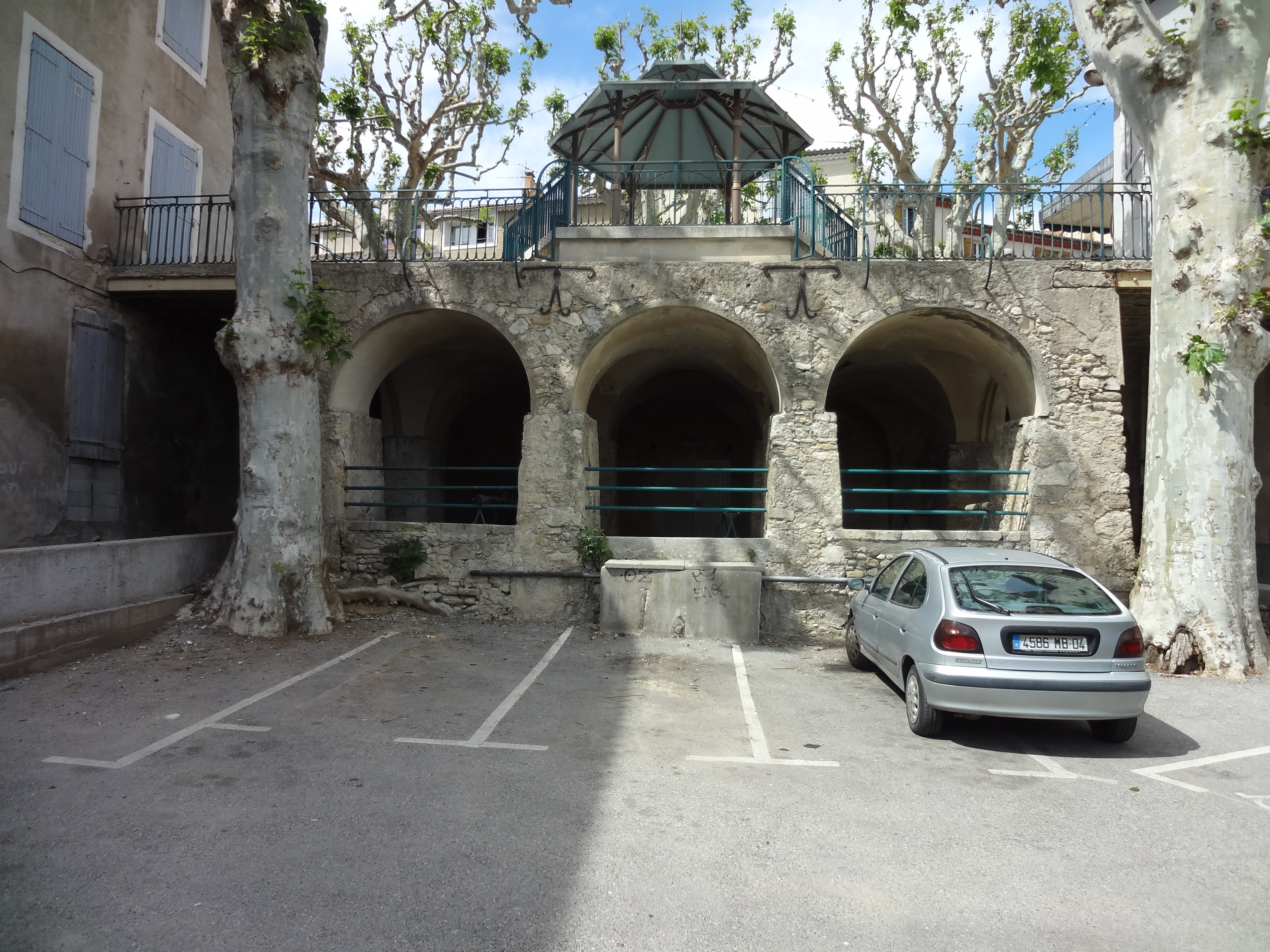
Fontaine basse

## Geboren
- Fortuné Ducros (1808-1849), arts